# Villanueva de Jiloca
Villanueva de Jiloca – gmina w Hiszpanii, w prowincji Saragossa, w Aragonii, o powierzchni 7,35 km². W 2011 roku gmina liczyła 60 mieszkańców.